# Grosjaschtschi-Klasse
Die Grosjaschtschi-Klasse (russisch: Грозящий) war eine Klasse von drei Panzerkanonenbooten der Kaiserlich Russischen Marine. Die zwischen 1889 und 1894 gebauten Boote dienten im Russisch-Japanischen Krieg und im Ersten Weltkrieg.

## Geschichte

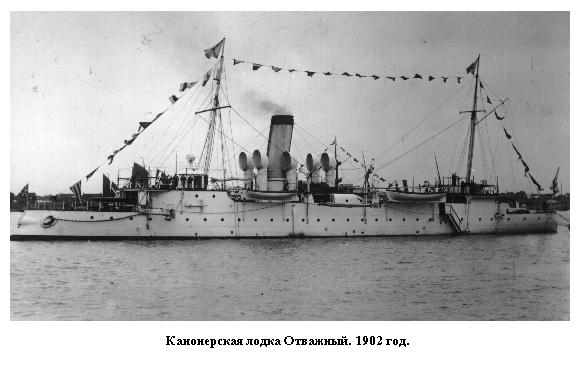
Die Otwaschny

Die Boote der Grosjaschtschi-Klasse basierten konzeptionell auf denen der Bobr-Klasse. Der Entwurf wurde allerdings wesentlich weiterentwickelt und verändert. So waren die Schiffe der Grosjaschtschi-Klasse deutlich größer und mit einer verstärkten Panzerung versehen. Beibehalten wurde hingegen die Aufstellung und das Kaliber der Hauptbewaffnung, wobei jeweils neuere Modelle Verwendung fanden.
Das Typschiff der Klasse wurde 1889 bei der Admiralitätswerft in Sankt Petersburg auf Kiel gelegt. Es lief am 19. Mai 1890 vom Stapel und konnte 1891 fertiggestellt werden. Auf der Admiralitätswerft entstand zwischen 1890 und 1893 auch die Gremjaschtschi. Die Baltische Werft übernahm den Bau der dritten Einheit, der 1890 begonnenen und 1894 fertiggestellten Otwaschny.
Die Grosjaschtschi versah ihren Dienst bei der Baltischen Flotte, während ihre Schwesterschiffe im Fernen Osten zum Einsatz kamen. Als Teil der Pazifikflotte gingen beide Boote während des Russisch-Japanischen Krieges verloren. Während die Gremjaschtschi am 18. August 1904 auf eine Mine lief und sank, wurde die Otwaschny am 20. Dezember 1904 vor der Übergabe Port Arthurs an die Japaner von der eigenen Besatzung versenkt. Die Grosjaschtschi wurde noch im Ersten Weltkrieg eingesetzt, während dessen sie eine neue Bewaffnung erhielt. Nach Kriegsende wurde sie demilitarisiert und 1922 abgewrackt.
Eine Weiterentwicklung der Grojaschtschi-Klasse stellt die 1894 bis 1897 gebaute Chrabry dar, die bei nahezu gleichen Abmessungen eine deutlich veränderte Bewaffnung, eine andere Panzerungsanordnung sowie ein höher gezogenes Vorschiff erhielt.

## Technik
Der stählerne Rumpf war über Alles 72,26 m lang und maximal 12,67 m breit. Der maximale Tiefgang war auf 3,71 m bei einer Verdrängung von 1492 t ausgelegt. Voll ausgerüstet waren die Schiffe jedoch um einiges schwerer. So verdrängte die Grosjaschtschi 1627 t, die Gremjaschtschi 1700 t und die Otwaschny gar 1854 t. Der Antrieb bestand aus zwei stehend angeordneten Verbunddampfmaschinen mit dreifacher Dampfdehnung, die auf jeweils einen Propeller wirkten. Den nötigen Dampf erzeugten sechs kohlegefeuerte Belleville-Kessel, für die ein Brennstoffvorrat von 160 bis maximal 200 t Kohle mitgeführt wurde. Die Maschinen leistete zwischen 2050 und 2500 PSi, was eine Höchstgeschwindigkeit zwischen 13 und 14 kn ermöglichte.

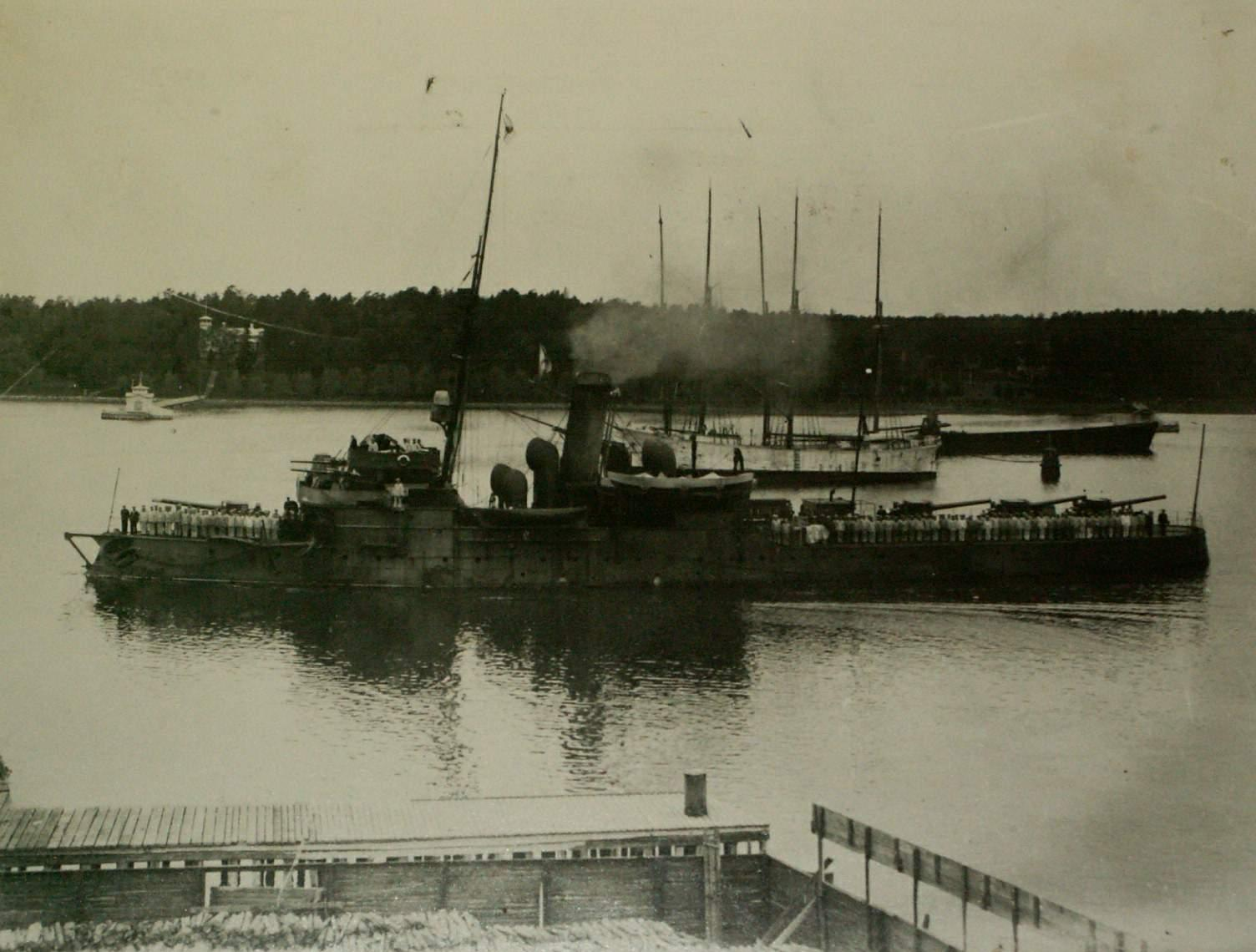
Die Grosjaschtschi mit geänderter Bewaffnung

Der Gürtelpanzer hatte eine Stärke von 64 bis 127 mm und reichte vom Heck bis etwa 9,1 m vor den als Ramme ausgeprägten Bug. Am vorderen Ende des Gürtelpanzers befand sich ein 89 mm stark gepanzertes Querschott. Das Panzerdeck war 25 bis 37 mm stark ausgeführt.
Die Hauptbewaffnung der Schiffe bildete ein Geschütz des Kalibers 22,9 cm L/35, das auf dem Vorschiff installiert war. Es besaß einen Seitenrichtbereich von 100°, wodurch das Schiff mit dem Bug zum Gegner ausgerichtet werden musste, um feuern zu können. Als zweites schweres Geschütz befand sich eine mit einem Schild ausgestattete Kanone Kaliber 15,2 cm L/35 auf dem Achterdeck. Darüber hinaus hatten die Schiffe vier bis sechs 4,7-cm-L/43-Geschütze, vier 3,7-cm-L/23-Hotchkiss-Revolverkanonen sowie zwei über Wasser angeordnete Torpedorohre mit 38 cm Durchmesser an Bord. Außerdem konnten sie 20 Seeminen mitführen.
Während des Ersten Weltkrieges erhielt die Grosjaschtschi eine neue Bewaffnung. Sie bestand aus vier 15,2-cm-L/45-Geschützen, von denen eines auf dem Bug und die anderen drei in Mittschiffslinie auf dem Achterdeck aufgestellt waren, sowie aus zwei 11-Pfünder-Flugabwehrkanonen.
Die Besatzung der Schiffe hatte eine Sollstärke zwischen 178 und 188 Mann.

## Boote der Klasse
- Grosjaschtschi (Грозящий)
- Gremjaschtschi (Гремящий)
- Otwaschny (Отважный)